# Dorfkirche Nahrstedt

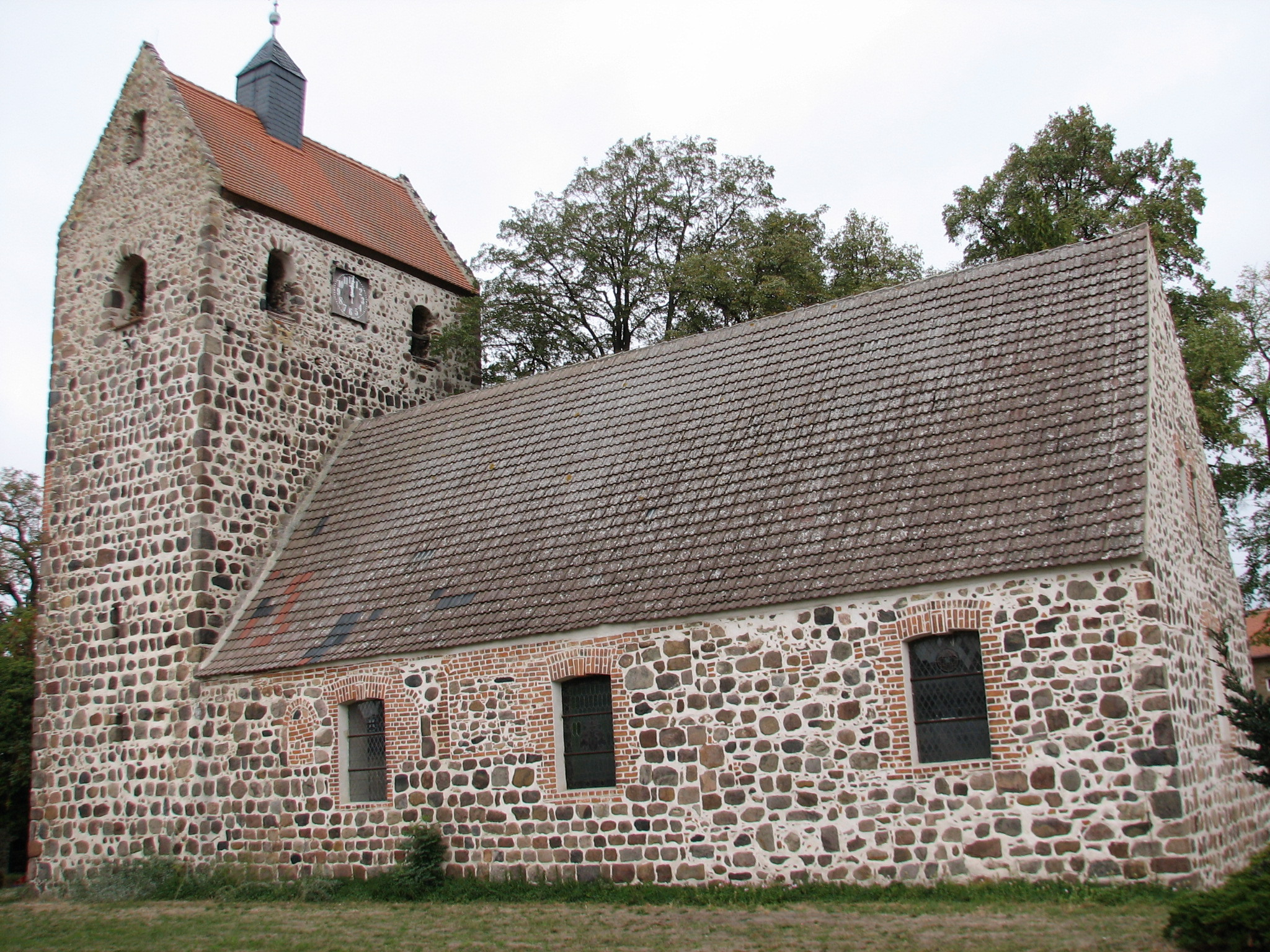
Dorfkirche Nahrstedt

Die evangelische Dorfkirche Nahrstedt ist eine kleine romanische Saalkirche im Ortsteil Nahrstedt von Stendal im gleichnamigen Landkreis in Sachsen-Anhalt. Sie gehört zum Pfarrbereich Möringen-Uenglingen im Kirchenkreis Stendal der Evangelischen Kirche in Mitteldeutschland.

## Geschichte und Architektur
Die kleine romanische Saalkirche mit Westquerturm wurde in der Mitte des 13. Jahrhunderts aus Feldsteinmauerwerk erbaut. Der Turm ist mit rundbogigen Schallöffnungen, einem Satteldach und einem nachträglich aufgesetzten Dachreiter versehen. Um 1790 wurde das Schiff nach Osten verlängert und Stichbogenfenster eingebrochen. Das Schiff wird durch eine Holzbalkendecke abgeschlossen. Die Kirche ist aus teilweise meterdicken Mauern erbaut und wird als Fluchtkirche eingestuft. Der Turm ist mit einer Quertonne gewölbt. Der Turmraum war ehemals als Gruftraum durch zwei spitzbogige Arkaden mit dem Schiff verbunden, die jetzt vermauert sind. Im Gruftraum steht der Steinsarkophag des Lehns- und Gerichtsherrn auf Nahrstedt, Heinrich Hildebrand Thon († 1727), mit reliefartigen Verzierungen, außerdem zehn hölzerne Särge, in denen zum Teil mumifizierte Leichname aus dem 18. und 19. Jahrhundert erhalten sind. Die Kirche steht inmitten eines mit Findlingsmauer umfriedeten Kirchhofs. Ein Friedhofstor aus Backstein mit Durchfahrt und Fußgängerpforte stammt vom Anfang des 16. Jahrhunderts.

## Ausstattung
Die barocke Ausstattung wurde um 1970 entfernt, danach wurden Gestühl, Altar, Taufstein, die Kanzel und der Fußboden erneuert. In den Jahren 1997 und 1998 wurden die Mauern des Turms und des Schiffes neu verfugt.